# Baruca macdonnellorum
Baruca macdonnellorum är en insektsart som beskrevs av Kenneth Hedley Lewis Key 1976. Baruca macdonnellorum ingår i släktet Baruca och familjen Morabidae. Inga underarter finns listade i Catalogue of Life.